# Divisie Nr. 433
De Divisie Nr. 433 (Duits: Division Nr. 433) was een Duitse militaire eenheid in de Tweede Wereldoorlog. Tijdens haar gehele bestaan was het gestationeerd in Oost-Duitsland.
De eenheid werd op 1 juni 1943 opgericht in Küstrin in Wehrkreis III en werd nog in hetzelfde jaar naar Frankfurt (Oder) verplaatst. In 1944 ging de divisie weer terug naar Küstrin. In januari 1945 werd de divisie gemobiliseerd als 433e Vervangingsdivisie (Duits: Ersatz-Division 433) als onderdeel van de "Gneisenau"-oproep en naar Posen gebracht in de zogenaamde "C"-Stelling om in actie te komen tegen het door Polen oprukkende Rode Leger. Daar werd de divisie al op 31 januari vernietigd. De resten werden opgenomen in Divisiestaf Raegener.

## Commandant
- Generalleutnant Max Dennerlein (1 juni 1943 - 8 december 1944)

## Samenstelling (december 1943)
- Grenadier-Ersazt-Regiment 533 Crossen
- Grenadier-Ersazt-Regiment 543 Landsberg/W.
- Artillerie-Ersazt-Regiment 168 Frankfurt/O
- Divisie-eenheden